# Ситник жабий
Си́тник жа́бий (лат. Júncus bufónius) — травянистое растение, вид рода Ситник (Juncus) семейства Ситниковые (Juncaceae).
Небольшое растение, обычное во влажных местообитаниях на всех континентах.

## Ботаническое описание
Однолетнее травянистое растение 4—20(40) см высотой, с мочковатой корневой системой. Стебли тонкие, разветвлённые почти от основания, часто многочисленные, прямостоячие или приподнимающиеся, в основании часто красно-коричневые.
Листья прикорневые и стеблевые, плоские, около 1 мм шириной, 1—13 см длиной.
Соцветия рыхлые, малоцветковые. Цветки расставленные, с 2—3 прицветничками 1,3—2,5 мм длиной. Листочки околоцветника ланцетовидные, остроконечные, 4—5,5(7) мм длиной, внутренние плёнчатые, внешние часто плёнчатые только по краю, а ближе к основанию зелёные, более длинные. Тычинки в числе 6, нити 0,8—1,2(2) мм длиной, пыльники 0,5—0,8 мм. Рыльца сидячие, около 0,5 мм.
Плод — яйцевидная до эллиптической коробочка буроватая, 3—5 мм длиной, трёхгнёздная. Семена 0,4—0,6 мм длиной.

## Распространение
Растение обладает обширным космополитичным ареалом. Встречается на влажных лугах, у болот, по берегам водоёмов, на рисовниках.

## Значение и применение
На Камчатке поедается северным оленем (Rangifer tarandus).

## Таксономия и систематика
Диагноз вида был опубликован Карлом Линнеем в книге Species plantarum: Juncus culmo dichotomo, foliis angulatis, floribus solitariis sessilibus — «ситник с дихотомически ветвящимся стеблем, с килеватыми листьями, с одиночными сидячими цветками».

### Синонимы
- Juncus aletaiensis K.F.Wu, 1994
- Juncus bilineatus Gand., 1883
- Juncus cespifolius Raf., 1840
- Juncus creticus Raf., 1840
- Juncus divaricatus Gilib., 1792, nom. inval.
- Juncus erythropodus V.I.Krecz., 1935
- Juncus fasciatus Lojac., 1909
- Juncus istriacus Gand., 1883
- Juncus juzepczukii V.I.Krecz. & Gontsch., 1935
- Juncus leptocladus Hayata, 1916
- Juncus plebeius R.Br., 1810
- Juncus prolifer Kunth, 1816
- Juncus pumilus Raf., 1840
- Tenogeia bufonia (L.) Fourr., 1869

и другие.